# Episodi di Nina (prima stagione)
La prima stagione della serie televisiva Nina, composta da 8 episodi, è stata trasmessa in Francia su France 2 dal 17 giugno all'8 luglio 2015.
In Italia la stagione è stata trasmessa in prima visione da Fox Life, canale a pagamento della piattaforma satellitare Sky, dal 4 al 25 ottobre 2016.
| n° | Titolo originale                 | Titolo italiano     | Prima TV Francia | Prima TV Italia |
| -- | -------------------------------- | ------------------- | ---------------- | --------------- |
| 1  | La Rentrée                       | Primo giorno        | 17 giugno 2015   | 4 ottobre 2016  |
| 2  | Pour le meilleur et pour le pire | Nel bene e nel male | 17 giugno 2015   | 4 ottobre 2016  |
| 3  | Bleus au cœur                    | Ferite al cuore     | 24 giugno 2015   | 11 ottobre 2016 |
| 4  | À son image                      | A sua immagine      | 24 giugno 2015   | 11 ottobre 2016 |
| 5  | Sortie de route                  | Fuori strada        | 1º luglio 2015   | 18 ottobre 2016 |
| 6  | Qui trop embrasse                | Chi troppo vuole    | 1º luglio 2015   | 18 ottobre 2016 |
| 7  | Solitudes                        | Solitudini          | 8 luglio 2015    | 25 ottobre 2016 |
| 8  | La dernière épreuve              | L'ultima prova      | 8 luglio 2015    | 25 ottobre 2016 |